# Chime
『Chime』（チャイム）は、日本のロック・バンド、sumikaの2枚目のアルバム。2019年3月13日発売。

## 概要
- 前作「Familia」から約1年8ヶ月ぶりとなる。
- タイトルの「Chime」は、「自分たちの足でsumikaに触れてくれている人たちの家にチャイムを押したい」という思いからきている。
- 初回限定盤付属DVDにはバンド初となるスタジオライブ映像を収録しており、タイトルは「『sumika Film #5』 〜sumika special session〜」である。
- 発売日翌日の2019年3月14日より、日本武道館を皮切りに、横浜アリーナ、大阪城ホールを含む全国ツアー「sumika『Chime』Release Tour」を開催。

## 収録曲
| No. | 収録曲                             | 作曲                     | タイアップ                                          | MV | その他              |
| --- | ---------------------------------- | ------------------------ | --------------------------------------------------- | -- | ------------------- |
| 1   | 10時の方角                         | 片岡健太                 | 福島テレビ「サタふく」OP TBS「櫻井・有吉THE夜会」OP | ○  | リードトラック      |
| 2   | ファンファーレ                     | 片岡健太                 | 劇場アニメ「君の膵臓をたべたい」OP                  | ○  | シングル収録曲      |
| 3   | フィクション                       | 片岡健太                 | アニメ「ヲタクに恋は難しい」OP                      | ○  | シングル収録曲      |
| 4   | Monday                             | 小川貴之                 |                                                     |    |                     |
| 5   | ホワイトマーチ                     | 黒田隼之介、小川貴之     | JR東日本「JR SKISKI」テーマ                         |    |                     |
| 6   | Strawberry Fields                  | 片岡健太                 |                                                     |    |                     |
| 7   | 秘密                               | 小川貴之                 | 劇場アニメ「君の膵臓をたべたい」挿入歌              |    | シングル収録曲      |
| 8   | 春夏秋冬                           | sumika                   | 劇場アニメ「君の膵臓をたべたい」主題歌              |    |                     |
| 9   | Hummingbird's Port（Instrumental） | ハヤシベトモノリ、sumika |                                                     |    |                     |
| 10  | Flower                             | 片岡健太                 |                                                     |    |                     |
| 11  | ペルソナ・プロムナード             | 片岡健太                 |                                                     | ○  | シングル収録曲      |
| 12  | あの手、この手                     | 片岡健太                 |                                                     |    | ゲストVo.吉澤嘉代子 |
| 13  | ゴーストライター                   | 黒田隼之介、小川貴之     | フジテレビ「痛快TV スカッとジャパン」テーマソング   |    |                     |
| 14  | Familia                            | 片岡健太                 |                                                     | ○  |                     |

### 初回盤限定DVD 収録曲
全曲スタジオライブ形態の特別編成。
『sumika Film #5』
~sumika special session~
1. ふっかつのじゅもん
MAGIC
いいのに
春夏秋冬
フィクション

## ツアー
sumika『Chime』 Release Tour
3月14日(木) 東京都・日本武道館
3月30日(土) 神奈川県・カルッツかわさき
4月06日(土) 香川県・サンポートホール高松 大ホール
4月07日(日) 愛媛県・松山市民会館
4月13日(土) 岩手県・盛岡市民文化ホール
4月14日(日) 宮城県・東京エレクトロンホール宮城
4月20日(土) 広島県・上野学園ホール
4月21日(日) 広島県・上野学園ホール
4月27日(土) 石川県・本多の森ホール
4月28日(日) 新潟県・新潟県民会館
5月02日(木) 愛知県・名古屋国際会議場センチュリーホール
5月03日(金) 愛知県・名古屋国際会議場センチュリーホール
5月06日(月) 愛知県・名古屋国際会議場センチュリーホール(追加公演)
5月11日(土) 北海道・札幌文化芸術劇場 hitaru
5月12日(日) 北海道・音更町文化センター
5月19日(日) 千葉県・市川市文化会館
5月22日(水) 静岡県・アクトシティ浜松 大ホール
5月25日(土) 鹿児島県・鹿児島県文化センター(宝山ホール)
5月26日(日) 福岡県・福岡サンパレスホテル&ホール
5月30日(木) 東京都・NHKホール(追加公演)
5月31日(金) 東京都・NHKホール(追加公演)
6月09日(日) 神奈川県・横浜アリーナ
6月26日(水) 大阪府・大阪城ホール(追加公演)
6月30日(日) 大阪府・大阪城ホール